# (989) Schwassmannia
(989) Schwassmannia es un asteroide perteneciente al cinturón de asteroides descubierto el 18 de noviembre de 1922 por Friedrich Karl Arnold Schwassmann desde el observatorio de Hamburgo-Bergedorf, Alemania.

## Designación y nombre
Schwassmannia se designó inicialmente como 1922 MW.
Más tarde, fue nombrado en honor del astrónomo alemán Arnold Schwassmann (1870-1964).

## Características orbitales
Schwassmannia orbita a una distancia media del Sol de 2,66 ua, pudiendo acercarse hasta 1,994 ua. Tiene una inclinación orbital de 14,69° y una excentricidad de 0,2505. Emplea en completar una órbita alrededor del Sol 1585 días.